# Aizuwakamatsu
Aizuwakamatsu (会津若松市?, Aizuwakamatsu-shi) è una città giapponese della prefettura di Fukushima.